# Aina Rosina Standertskjöld
Aina Rosina Standertskjöld, född 31 maj 1862 i Borgå, död 10 februari 1939 i Borgå landskommun,  var en finländsk friherrinna och godsägare. 
Standertskjöld ingick 1887 äktenskap med friherre Ludvig Standertskjöld. Hon var värdinna på Boe gård och från 1889 på Drägsby som hon efter makens frånfälle 1912 drev ensam. Hon var medlem av Svenska folkpartiets lokalstyrelse i Borgå under 1910- och 1920-talen, samt medlem i Borgå landskommuns fullmäktige, kommunalnämnden och förvaltningsutskottet. Hon var också ordförande i styrelsen för kommunens barnhem, den lokala martharörelsen och medlem av styrelsen för Ab Svenska gården i Borgå vars tillkomst hon understödde. Hon blev dock mest känd som ordförande för Borgå sockens Lotta Svärd-avdelning och 1927–1939 för Nylands södra Lotta Svärd-distrikt med 39 lokalavdelningar och 3 250 lottor, vilkas utbildning befrämjades genom hennes stipendiefond.